# Jia Yuanyuan
Jia Yuanyuan es una deportista china que compitió en natación. Ganó dos medallas en el Campeonato Mundial de Natación en Piscina Corta de 1993, oro en 4 × 100 m libre y plata en 200 m espalda.

## Palmarés internacional
| Campeonato Mundial en Piscina Corta | Campeonato Mundial en Piscina Corta | Campeonato Mundial en Piscina Corta | Campeonato Mundial en Piscina Corta |
| Año                                 | Lugar                               | Medalla                             | Prueba                              |
| ----------------------------------- | ----------------------------------- | ----------------------------------- | ----------------------------------- |
| 1993                                | Palma de Mallorca (España)          | Medalla de oro                      | 4 × 100 m libre                     |
| 1993                                | Palma de Mallorca (España)          | Medalla de plata                    | 200 m espalda                       |